# Teatar.hr Nagrada Publike 2014.
Treća Teatar.hr Nagrada Publike održala se 21. studenog u Tvornici. Za laureate u deset kategorija i dva kruga glasanja pristiglo je čak 80 761 glas, što je dvostruko više nego u prošlogodišnjem izboru, a po prvi je put jedna od kategorija postala i regionalna. Umjetnički voditelji dodjele bili su Nora Krstulović i Vedran Peternel. 

### Nominacije i pobjednici
| Predstava godine | Najprecjenjenija produkcija godine                                                                                                   |
| --- | --- |
| - Dream of life (Hotel Bulić) - Ana Karenjina (HNK Osijek) - Ana Karenjina (HNK Zagreb) - Hamlet (ZKM) - Tri sestre (GDK Gavella)                                                                             | - Aida (Splitsko ljeto) - Dundo Maroje (Dubrovačke ljetne igre) - Hamlet (ZKM) - Orašar (HNK Osijek) - Osmi povjerenik (GDK Gavella) |
| Skandal godine | Festival godine |
| - Udio kulture u Državnom proračunu RH (0,49%) - izmjene ZOK-a - izbori ravnatelja u javnom kazalištu - upravljanje HNK Split i Splitskim ljetom - Ministarstvo kulture                                       | - BITEF - FEN - Festival novog cirkusa - IKS Festival - Tjedan suvremenog plesa                                                      |
| Izvođač godine | Izvođačica godine |
| - Ozren Grabarić - Guilermo Gameiro Alves - Dražen Čuček - Krešimir Mikić - Stipe Kostanić | - Edina Pličanić - Senka Bulić - Sandra Lončarić Tankosić - Ivana Roščić - Nina Violić                                               |
| Redatelj/koreograf godine | Osoba godine |
| - Saša Božić - Ivica Buljan - Leo Mujić - Dora Ruždjak Podolski - Staša Zurovac | - Ana Karić - Snježana Banović - Oliver Frljić - Matija Meić - Tena Štivičić                                                         |
| Najbolji novi dramski tekst | Nezavisno kazalište godine |
| - Davor Špišić za "Žene u crvenom" - Kristina Gavran za "Dječak koji je tražio zmaja" - Mislav Brečić za "Ispočetka" - Damir Karakaš za "Snajper" - Vedrana Klepica za "Tragična smrt ekonomskog analitičara" | - Hotel Bulić - BADco. - de facto - Mala scena - Teatar Rugantino                                                                    |